# 三個女人的故事
《人在紐約》是1989年出品的一部香港電影，由關錦鵬執導，張曼玉、張艾嘉、斯琴高娃主演。

## 劇情
《人在紐約》講述了來自香港、臺灣和上海來的三個女人在美國紐約的故事。趙紅從大陸移居到美國，她本想開始新生活，並把母親也接來美國，可是丈夫不理解她，這使她非常苦惱；黃維屏從臺灣來到美國已經十多年了，已經適應了美國的生活，她醉心於舞臺藝術，發誓要躋身於美國舞臺；李鳳嬌來自香港，隨家人移居美國後開設餐館。裡面也有顧美華飾演的女同性戀角色Stella。

## 獎項
第26届金馬獎 (1989年)
| 獎項         | 入圍者             | 結果 |
| ------------ | ------------------ | ---- |
| 最佳劇情片   | 三個女人的故事     | 獲獎 |
| 最佳導演     | 關錦鵬             | 提名 |
| 最佳女主角   | 張曼玉             | 獲獎 |
| 最佳女主角   | 張艾嘉             | 提名 |
| 最佳原著劇本 | 邱戴安平           | 獲獎 |
| 最佳攝影     | 黃仲標             | 獲獎 |
| 最佳剪輯     | 王獻箎、鄒長根     | 獲獎 |
| 最佳服裝設計 | 朴若木             | 獲獎 |
| 最佳美術設計 | 朴若木             | 提名 |
| 最佳原著音樂 | 張弘毅             | 獲獎 |
| 最佳錄音     | 嘉禾錄音室、楊偉強 | 獲獎 |

## 外部連結
- 香港影庫上《人在紐約》的資料（繁體中文）
- 開眼電影網上《三個女人的故事》的資料（繁體中文）
- 时光网上《人在紐約》的資料（简体中文）
- 豆瓣电影上《人在紐約》的資料 （简体中文）
- 爛番茄上《人在紐約》的資料（英文）
- AllMovie上《人在紐約》的资料（英文）
- 互联网电影数据库（IMDb）上《人在紐約》的资料（英文）